# Кападзе Тимур Тахирович
Тимур Кападзе (узб. Temur Tohirovich Kapadze, нар. 5 вересня 1981, Фергана) — узбецький футболіст, що грав на позиції півзахисника. По завершенні ігрової кар'єри — тренер.
Виступав, зокрема, за клуб «Пахтакор», а також національну збірну Узбекистану.
Десятиразовий чемпіон Узбекистану. Восьмиразовий володар Кубка Узбекистану. Чемпіон Казахстану. Володар Суперкубка Казахстану.

## Клубна кар'єра
У дорослому футболі дебютував 1998 року виступами за команду клубу «Нефтчі» (Фергана), в якій протягом трьох сезонів взяв участь лише у 16 матчах чемпіонату. В останньому сезоні, проведеному за команду з рідного міста, здобув свій перший титул чемпіона Узбекистану.
Своєю грою за цю команду привернув увагу представників тренерського штабу клубу «Пахтакор», до складу якого приєднався 2002 року. Відіграв за ташкентську команду наступні шість сезонів своєї ігрової кар'єри, в кожному з яких незмінно допомагав команді вигравати національну першість.
2008 року став гравцем нещодавно створеного клубу «Буньодкор», який, залучивши до своїх лав крім Тимура ще декількох лідерів «Пахтакора» та підсилившись низкою легіонерів на чолі з Рівалдо, розпочав домінування у футболі Узбекистану. З цим клубом Кападзе здобув ще три чемпіонські титули, ставши автором непересічного досягнення як гравець, що у складі трьох різних команд десять років поспіль ставав чемпіоном своєї країни.
З 2011 по 2015 рік грав за кордоном — спочатку за корейський «Інчхон Юнайтед», згодом за еміратську «Шарджу» і врешті-решт у Казахстані за «Актобе», у складі якого виграв чемпіонат Казахстану 2013 року.
Завершив професійну ігрову кар'єру на батьківщині у клубі «Локомотив» (Ташкент), за команду якого виступав протягом 2015—2017 років.

## Виступи за збірну
2002 року дебютував в офіційних матчах у складі національної збірної Узбекистану. Протягом кар'єри у національній команді, яка тривала 14 років, провів у формі головної команди країни 119 матчів, забивши 9 голів.
У складі збірної був учасником чотирьох розіграшів кубка Азії — 2004 року в Катарі, 2007 року в Китаї, 2011 року, що прооходив у чотирьох країнах відразу, а також 2015 року в Австралії.

## Кар'єра тренера
Розпочав тренерську кар'єру невдовзі по завершенні кар'єри гравця, 2018 року, увійшовши до тренерського штабу збірної Узбекистану. Протягом частини того ж року виконував обов'язки її головного тренера, до призначення аргентинця Ектора Купера.
Паралельно став одним з тренерів свого останнього клубу, ташкентського «Локомотива».

## Титули і досягнення
- Чемпіон Узбекистану (12):

«Нефтчі» (Фергана):  2001
«Пахтакор»:  2002, 2003, 2004, 2005, 2006, 2007
«Буньодкор»:  2008, 2009, 2010
«Локомотив»: 2016, 2017
- Володар Кубка Узбекистану (10):

«Пахтакор»:  2002, 2003, 2004, 2005, 2006, 2007
«Буньодкор»:  2008, 2010
«Локомотив»: 2016, 2017
- Чемпіон Казахстану (1):

«Актобе»:  2013
- Володар Суперкубка Казахстану (1):

«Актобе»:  2014
- Володар Суперкубка Узбекистану (1):

«Локомотив»: 2015